# Fritz Feister

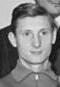
Fritz Feister, 1967

Fritz Feister (* 24. Oktober 1942 in Annaberg; † 6. September 2024 in Chemnitz) war ein deutscher Fußballspieler. In der DDR-Oberliga spielte er für den SC/FC Karl-Marx-Stadt und für Sachsenring Zwickau.

## Sportliche Laufbahn

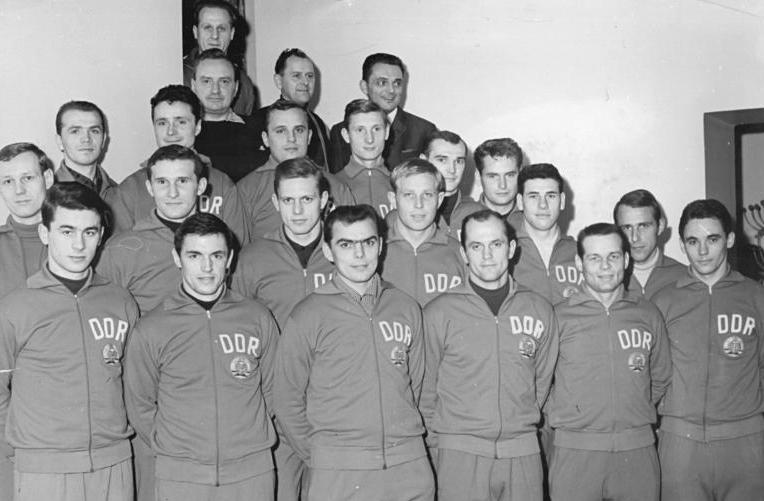
Feister (dritte Reihe v. unten, dritter von rechts), 1967

Bis 1958 war Feister Nachwuchsspieler der BSG Wismut in der erzgebirgischen Stadt Annaberg-Buchholz. Mit 16 Jahren wechselte er 1959 zum SC Motor Karl-Marx-Stadt, dessen Männermannschaft in diesem Jahr in der drittklassigen II. DDR-Liga spielte. In der Juniorenmannschaft des Klubs gehörte er bald zu den Besten und wurde 1960 in den Kader der DDR-Junioren-Nationalmannschaft aufgenommen. Am 7. Oktober 1960 kam er in der Begegnung DDR – Tschechoslowakei (3:1) zu seinem einzigen Junioren-Länderspiel, in dem er als linker Mittelfeldspieler eingesetzt wurde. Neben seiner fußballerischen Betätigung absolvierte er auch eine Ausbildung zum Messtechniker.
Als der SC Motor nach der Saison 1961/62 in die höchste DDR-Fußballklasse Oberliga aufstieg, war auch der nun für den Männerbereich spielberechtigte und 1,76 m große Feister am Erfolg beteiligt. In der nachfolgenden Spielzeit begann seine Karriere als Oberligaspieler, in der er anfangs als Mittelfeldspieler, später im Abwehrbereich eingesetzt wurde. Auch in der neuen Umgebung tat er sich mit guten Leistungen hervor, sodass er erneut in das Blickfeld der Auswahltrainer geriet. Im Sommer 1964 wurde er in zwei Länderspielen der DDR-Nachwuchsmannschaft aufgeboten. Im Januar und Februar 1967 gehörte Feister zum Aufgebot der DDR-Nationalmannschaft für eine Reise nach Ägypten, in den Sudan und den Irak. Die dort ausgetragenen Spiele wurden jedoch nicht als offizielle Länderspiele gewertet.
Den Höhepunkt seiner Karriere erlebte Feister in der Saison 1966/67, als seine Mannschaft, inzwischen als FC Karl-Marx-Stadt auftretend, überraschend DDR-Meister wurde. Er hatte in allen 26 Punktspielen mitgewirkt und sich als zentraler Abwehrspieler profiliert. Sein Name wurde Bestandteil des neuen Schlachtrufes der FCK-Anhänger: „Erler, Vogel, Feister – der FCK wird Meister“. Mit dem Gewinn des Meistertitels hatten sich die Karl-Marx-Städter für die anschließende Europapokal-Saison der Landesmeister qualifiziert. So kam Feister im Herbst 1967 zu zwei weiteren internationalen Einsätzen. In den beiden Spielen gegen den belgischen Meister RSC Anderlecht war Feister wiederum als Abwehrspieler dabei, nach den beiden Niederlagen (1:3 und 1:2) schied Feisters Mannschaft jedoch bereits in der 1. Runde aus. Im nationalen Pokalwettbewerb um den FDGB-Pokal erreichte Feister mit dem FCK 1969 das Endspiel, unterlag hier mit seiner Mannschaft aber deutlich mit 0:4 gegen den 1. FC Magdeburg. Mit der Saison 1968/69 endete Feisters Zeit beim FC Karl-Marx-Stadt. In seinen acht Oberligajahren hatte er in 140 Punktspielen mitgewirkt, drei Meisterschaftstore gehen auf sein Konto.
Für zwei Jahre schloss sich Feister der unterklassigen BSG Motor Fritz Heckert Karl-Marx-Stadt an, wechselte dann zu Beginn der Saison 1971/72 zurück in die Oberliga zur BSG Sachsenring Zwickau. Bis zum Ende der Spielzeit 1972/73 absolvierte Feister noch 33 Oberligaspiele. Danach war seine Oberligakarriere endgültig beendet, Feister ging 1973 zurück nach Karl-Marx-Stadt, und setzte seine Laufbahn bei der in der drittklassigen Bezirksliga spielenden BSG Motor Ascota fort. Mit ihr schaffte er als Mannschaftskapitän 1977 für ein Jahr den Aufstieg in die DDR-Liga. Nach der Saison 1978/79 beendete Fritz Feister mit 36 Jahren seine Laufbahn als Fußballspieler.
1994 wurde er zum Schatzmeister des Fußball-Bezirksverbandes Chemnitz gewählt.